# Dominic Manucy
Dominic Manucy (* 20. Dezember 1823 in St. Augustine, Florida; † 4. Dezember 1885 in Mobile, Alabama) war ein US-amerikanischer römisch-katholischer Geistlicher und Apostolischer Vikar von Brownsville.

## Leben
Dominic Manucy studierte Philosophie und Katholische Theologie am Spring Hill College in Mobile. Er empfing am 15. August 1850 durch den Bischof von Mobile, Michael Portier, das Sakrament der Priesterweihe. Anschließend war Manucy als Seelsorger in Montgomery und Mobile tätig.
Am 18. September 1874 ernannte ihn Papst Pius IX. zum Titularbischof von Dulma und bestellte ihn zum Apostolischen Vikar von Brownsville. Der Erzbischof von New Orleans, Napoleon Joseph Perché, spendete ihm am 8. Dezember desselben Jahres die Bischofsweihe; Mitkonsekratoren waren der Bischof von Natchez, William Henry Elder, und der Bischof von Galveston, Claude Marie Dubuis.
Am 18. Januar 1884 ernannte ihn Papst Leo XIII. zum Bischof von Mobile. Die Amtseinführung erfolgte am 30. März 1884. Aber bereits am 27. September desselben Jahres trat Dominic Manucy wieder als Bischof von Mobile zurück. Manucy wurde erneut zum Apostolischen Vikar von Brownsville bestellt und ihm wurde das Titularbistum Maronea zugeteilt.
Sein Grab befindet sich in der Krypta der Cathedral of the Immaculate Conception in Mobile.